# Hermann Grabner
Hermann Grabner, född 12 maj 1886, död 3 juli 1969, var en tysk musikpedagog och tonsättare.
Grabner var elev till Max Reger vid konservatoriet i Leipzig, och var lärare i teori i Strassburg, Mannheim och Heidelberg, från 1924 kompositionslärare vid koservatoriet i Leipzig och från 1930 även universitetets musikdirektör där. 
Förutom betydande pedagogiska arbeten som Die Funktionstheorie Hugo Riemanns, Allgemeine Musiklehre, Lehrbuch der musikalischen Analyse, skrev Grabner körverken Weihnachtsoratorium, Der 103. Psalm, Perkeo-svit för blåsorkester, konsert för tre violiner, kammarmusik, orgelverk, sånger med mera.